# 清水崇
清水崇（日語名：清水崇，1972年7月27日-）是一名電影導演。他出生於日本群馬縣前橋市。拍攝作品以恐怖片類型居多，被譽爲「日本恐怖大師」。

## 生活
孩童時期清水崇因觀賞史蒂芬·史匹柏的科幻影片《E.T.外星人》所影響，而興起拍攝電影的念頭，之後在學生時代的青春期裡，清水崇便嘗試製作恐怖影片。當時清水崇曾構思一部長度數分鐘、名叫《家庭訪問》的恐怖短篇，該短片後續則成為他在拍攝電影《咒怨》的靈感來源。
在未讀完大學而決定輟學的清水崇，於導演黑澤清與高橋洋的推薦幫助下，為恐怖電視影集《學校怪談G》拍攝《角落》、《44444444444》兩部短片。之後在1999年則製作了《咒怨驚恐極限OVA版》、《咒怨驚恐極限OVA版2》兩部錄影帶首映原創影集。
2001年清水崇發表個人首部執導的電影作品《富江3怨念再生》，該影片系列改自於恐怖漫畫家伊藤潤二筆下的詭異女子角色「富江」。次年清水崇將先前拍攝的原創恐怖影集《咒怨驚恐極限OVA版》改拍成電影上映，隨後電影版《咒怨》在票房市場上獲得好評接續推出續集《咒怨2》；清水崇並獲得西方好萊塢影藝界的邀請，親自前往國外拍攝西洋版的《咒怨》系列作品─《不死咒怨》及《鬼謎藏》；並分別於2004及2006年推出。其中《不死咒怨》曾創下連續兩週北美票房第一的成績。
2007年清水崇執導日本首部具備3D立體視覺效果的恐怖影片《戰慄迷宮3D》，並也至海外在香港影星麥浚龍於2013年推出的《殭屍》影片中擔任監製一職。除了拍攝恐怖影片為主外，清水崇也擔任日本兒童文學作家角野榮子的奇幻小說《魔女宅急便》改編的同名真人電影版導演。

## 作品

### 原創影片
- 咒怨驚恐極限OVA版（1999年）：執導
- 咒怨驚恐極限OVA版2（1999年）：執導
- 伊藤潤二恐怖精選：惡魔的理論（2000年）：執導

### 電視劇
- 學校怪談G（1998年）：系列影集《角落》、《44444444444》執導
- 天才兒童MAX（2001年）：節目片尾曲執導
- 對不起，嚇到你（2003年）：系列影集《電梯》、《啟示》、《等待時刻》執導
- 日本恐怖之夜（2004年）：系列影集《金髮怪談》執導
- 怪奇大家族（2004年）：執導、企劃、原案
- 怪奇大作戰Second File（2007年）：第1集執導
- 音女（2008年）：第70、74集執導
- 東京少女櫻庭奈奈美（2008年）：第4集執導
- 天才兒童MAX（2009年）：節目片尾曲執導
- SOIL（2010年）：執導

### 電影
- 富江3怨念再生（2001年）：執導
- 咒怨（2002年）：執導
- 鏡中幽靈（2002年）：監修
- 咒怨2（2003年）：執導
- 稀人（2004年）：執導
- 不死咒怨（2004年）：執導
- 輪迴（2005年）：執導
- 鬼謎藏（2006年）：執導
- 幽靈VS宇宙人（2006年）：執導
- 東京殘酷警察（2008年）：客串
- 吸血少女大戰少女弗蘭肯（2009）：客串
- 咒怨3（2009年）：執行監製
- 戰慄迷宮3D（2009年）：執導、劇本
- 地獄騎士 (2011) : 客串
- 怨靈（2011年）：執導
- 殭屍（2013年）：共同監製
- 魔女宅急便（2014年）：執導、劇本
- 7500鬼航班 (2014年)   :  執導
- 惡靈古堡：血仇 (2017年)   :  共同監製
- 死小孩 (2017年)   :  執導
- 犬鳴村(2020年)   :  執導
- 樹海村(2021年)   :  執導
- 異變者(2021年)   :  執導
- 牛首村(2022年)   :  執導
- 惡靈古堡：死亡島 (2023年)   :監製
- 忌怪島 (2023年)  :  執導
- 沙奈：詛咒之歌 (2023年)  :  執導
- 那個孩子是誰? (2024年)  :  執導

### 著作
- 壽恩～雖然我從來沒見過幽靈註：2004年由出版